# 奥谷謙一
奥谷 謙一（おくたに けんいち、1985年（昭和60年）8月13日 - ）は、日本の政治家、弁護士。兵庫県議会議員（3期）。兵庫県弁護士会所属弁護士。自由民主党兵庫県支部連合会青年局長。

## 経歴
兵庫県神戸市北区出身。自民党の奥谷通（当時国土庁長官秘書、後の衆議院議員）の長男として生まれる。祖父は神戸不燃板工業元社長の奥谷謙三。
神戸市立谷上小学校、甲南中学校・高等学校、甲南大学法学部卒業。甲南大学大学院法律研究科（法務専攻）修了。2011年（平成23年）司法試験合格（修習新65期）。2012年（平成24年）兵庫県弁護士会に登録し、神戸中央法律事務所入所。
2015年（平成27年）4月12日の兵庫県議会議員選挙において21557票で初当選。
2024年（令和6年）に発覚した兵庫県庁内部告発文書問題では、兵庫県知事の斎藤元彦のパワハラ疑惑等を調査する百条委員会（兵庫県議会において51年ぶりの設置）で委員長を務める。

## 事件被害

### 立花孝志らの起因（情報拡散・誹謗中傷・脅迫嫌がらせ）による告訴
2024年11月、立花孝志（NHKから国民を守る党党首）が、兵庫県知事の斎藤元彦のパワハラ疑惑等を調査する百条委員会にて調査を行なっていた奥谷の自宅前で「ひきこもってないで出て来いよ。これ以上脅して奥谷が自死しても困るので、これくらいにしておく」と街宣を行い、誹謗中傷や脅迫を行ったという。パワハラ疑惑のあった斉藤が2024年兵庫県知事選挙にて再選した理由は、立花による情報発信とされている。
その約約2ヶ月後の2025年1月18日には百条委員の竹内英明の自殺事件、4月8日には「みんなでつくる党」ボランティアスタッフ自殺事件が発生し、立花らの起因（情報拡散・誹謗中傷・脅迫嫌がらせ）による事件とされている。
また立花が同年10月31日-11月19日にXやYouTube上で「奥谷氏が元県民局長が死亡した原因を隠蔽した」とする虚偽情報を投稿したとして、奥谷は11月22日に名誉毀損で立花を県警に告訴し、受理されたと明らかにした。また、知事選の選挙期間中、立花が奥谷の自宅兼事務所前の路上で街頭演説し、「出てこい奥谷」などと発言したことについても、県警に脅迫と威力業務妨害の両容疑で被害届を提出したという。同月25日、百条委員会が目指していた年内の報告書取りまとめが困難になったと明らかにしたことに関し「『（2024）年度いっぱいには』との声も出ているが、次の委員会で決めたい」と表明した。
2025年6月4日、兵庫県警は立花を奥谷に対する名誉毀損や威力業務妨害、脅迫の各容疑で書類送検した。